# Bath Beach (Brooklyn)

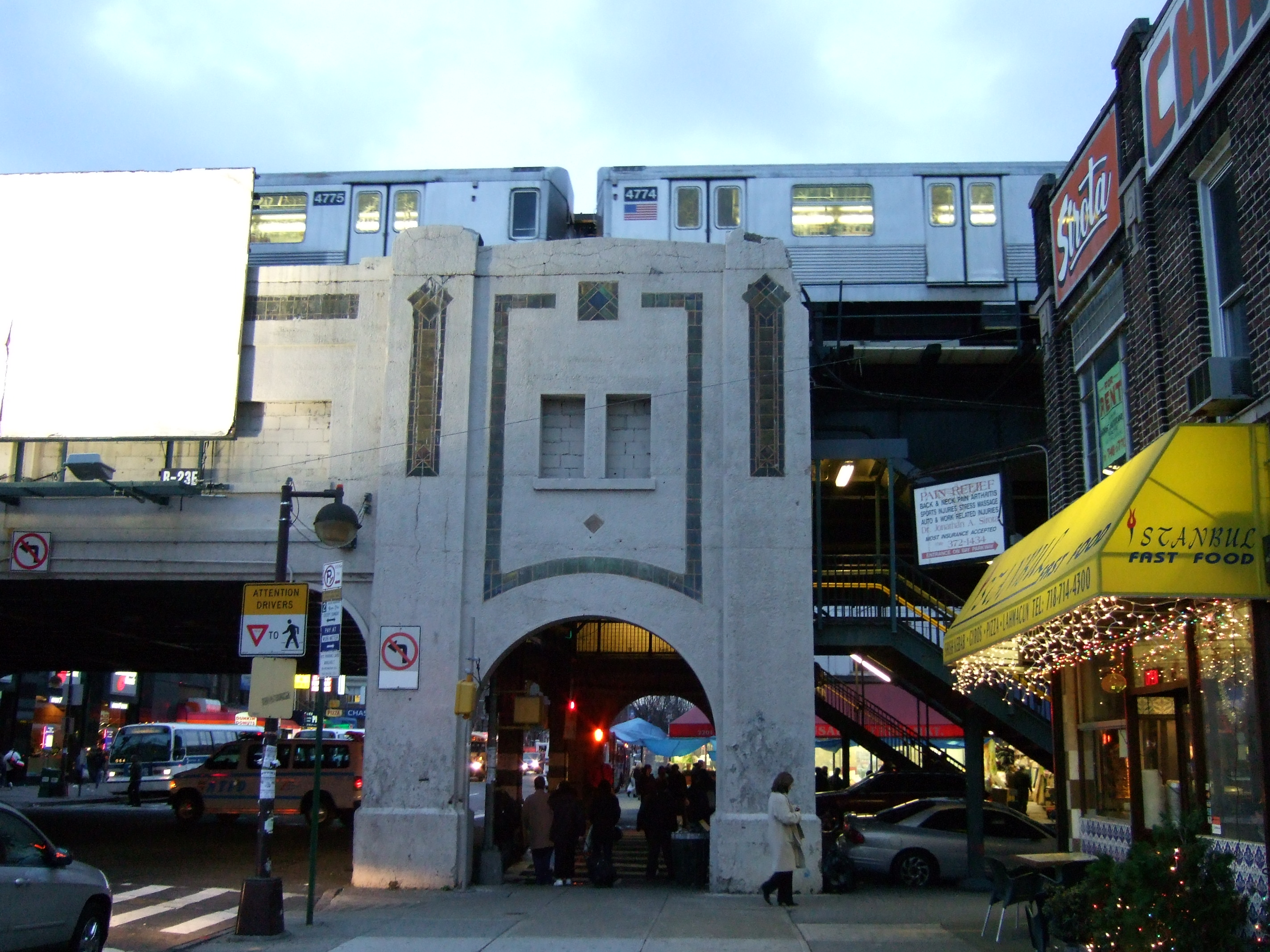
U-Bahn-Station Bay Parkway

Bath Beach ist ein Stadtteil (Neighborhood) im Stadtbezirk Brooklyn (Kings County) in New York City, USA. Das als ruhig und familienfreundlich geltende Viertel wird überwiegend von Weißen und Menschen mit asiatischer Abstammung bewohnt.
Im Jahr 2020 lebten hier laut US Census 33.070 Menschen auf rund 1,9 Quadratkilometern. Bath Beach ist Teil des Brooklyn Community District 11 und gehört zum 62. Bezirk des New Yorker Polizeidepartements. Kommunalpolitisch wird es vom 43. und 47. Bezirk des New York City Council (Stadtrat) vertreten.

## Lage
Bath Beach liegt im Südwesten des Stadtbezirks Brooklyn an der Gravesend Bay, einem Teil der Lower New York Bay, und wurde früher manchmal als Teil von Bensonhurst betrachtet. Benachbarte Stadtteile sind Dyker Heights mit dem Dyker Beach Park im Westen, Bensonhurst im Norden und Gravesend im Osten. Begrenzende Straßen sind im Westen die 14th Avenue, im Norden die 86th Street, im Osten der Bay Parkway und im Süden der Shore Parkway (Belt Parkway). Für die Datenerhebung wird beim US Census die 84th Street und ab der querenden 18th Avenue die Benson Avenue als nördliche Begrenzung angegeben.

## Beschreibung

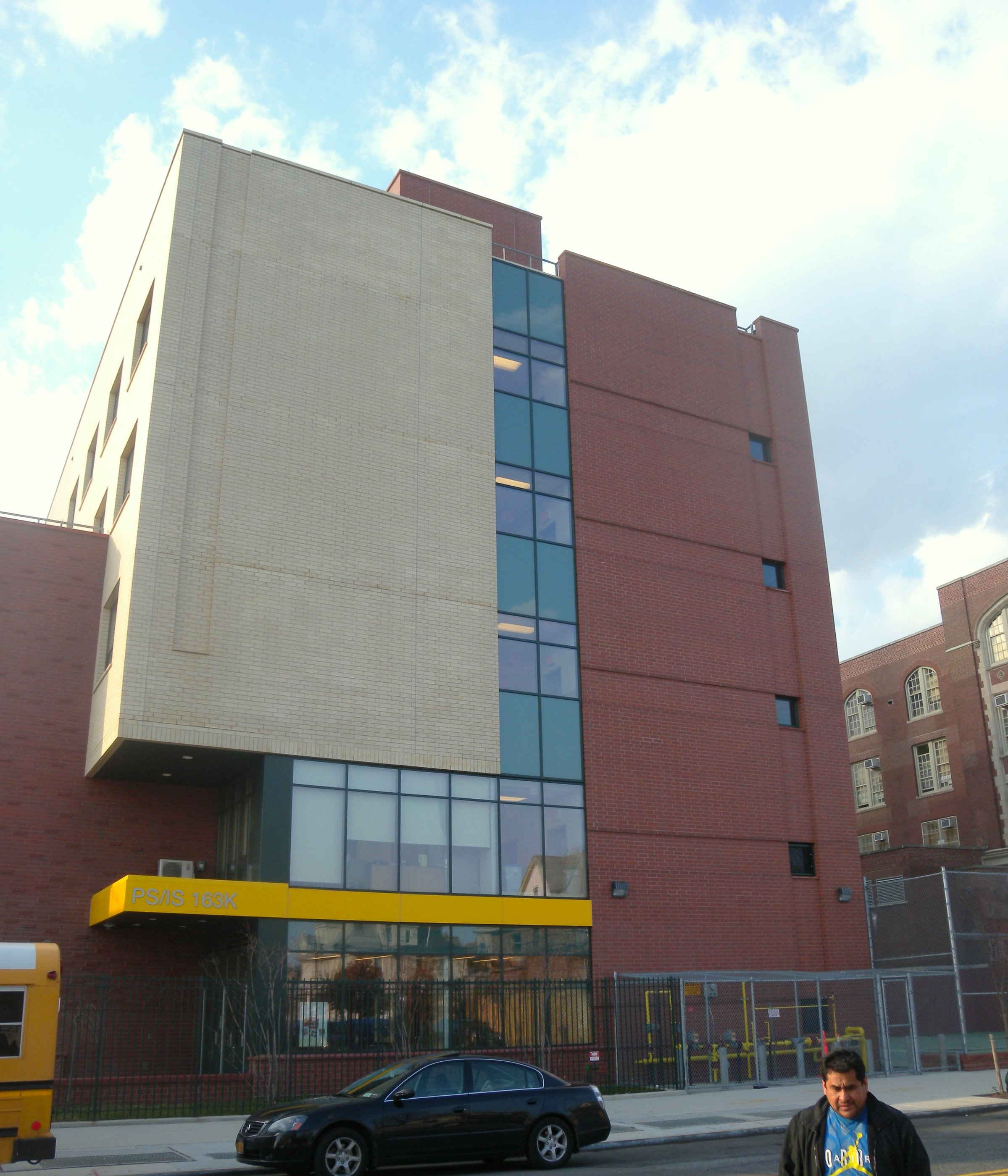
Bath Beach School

Bath Beach besaß eine der frühesten afroamerikanischen Siedlungen in Brooklyn, die Mitte des 19. Jahrhunderts von ehemaligen Sklaven gegründet wurde. Deren Kirche „Mount Zion Baptist“ ist mittlerweile nach Bedford–Stuyvesant umgezogen. Mit „Bath Beach“ wurde einst nur das Strandresort der früheren Gemeinde Bath bezeichnet und wird heute für das gesamte Viertel angewandt. Das als Erholungsort am Meer entstandene Bath Beach benannte man nach der englischen Stadt Bath in der Grafschaft Somerset. Der Ort war Teil der ursprünglichen Stadt New Utrecht.
Der Strand fiel Mitte des 20. Jahrhunderts für den Bau des Shore Parkway beziehungsweise Belt Parkway zum Opfer. Zwischen Straße und Meer legte man als Ausgleich eine Promenade am befestigten Meeresufer an, die über eine Fußgängerbrücke, einen Parkplatz sowie dem Bay Parkway erreichbar ist. Parkanlagen im Viertel sind der „Bath Beach Park“ und der „Bensonhurst Park“, in denen sich auch Sportanlagen befinden. Im Süden von Bath Beach liegt das Ceasar's Bay Shopping Center.
In Film und Fernsehen war Bath Beach in den 1970er Jahren Schauplatz für Szenen der Spielfilme The French Connection (86th Street, 1971), John Wick: Kapitel 3 (2019), Saturday Night Fever (1977) und der Sitcom Welcome Back, Kotter, die beiden letztgenannten mit John Travolta.

## Demographie
Im Jahr 2020 hatte das United States Census Bureau die statistischen Zählbezirke (Areas und Tracts) neu konfiguriert. Somit sind die vor 2020 erzielten Daten meist nicht mehr mit den ab 2020 erhobenen Daten vergleichbar, des Weiteren sind die Zählbezirke meist nicht deckungsgleich mit den Stadtteilgrenzen.
Bath Beach ist überwiegend von Weißen und Menschen mit asiatischer Abstammung bewohnt. Diese haben zusammen einen Bevölkerungsanteil von 81 %. Laut Volkszählung von 2020 hatte das Viertel in der US Census Area „Bath Beach BK1102“ 33.070 Einwohner bei einer Einwohnerdichte von 17.405 pro km². Im Stadtteil lebten 13.227 (40 %) Weiße, 13.543 (41 %) Asiaten, 4.695 (14,2 %) Hispanics und Latinos, 443 (1,3 %) Afroamerikaner, 187 (0,6 %) aus anderen Ethnien und 975 (2,9 %) aus zwei oder mehr Ethnien. Bei der 86th Street als übliche nördliche Begrenzung wurden in Bath Beach 36.701 Bewohner mit ähnlicher Bevölkerungszusammensetzung erfasst.

## Verkehr

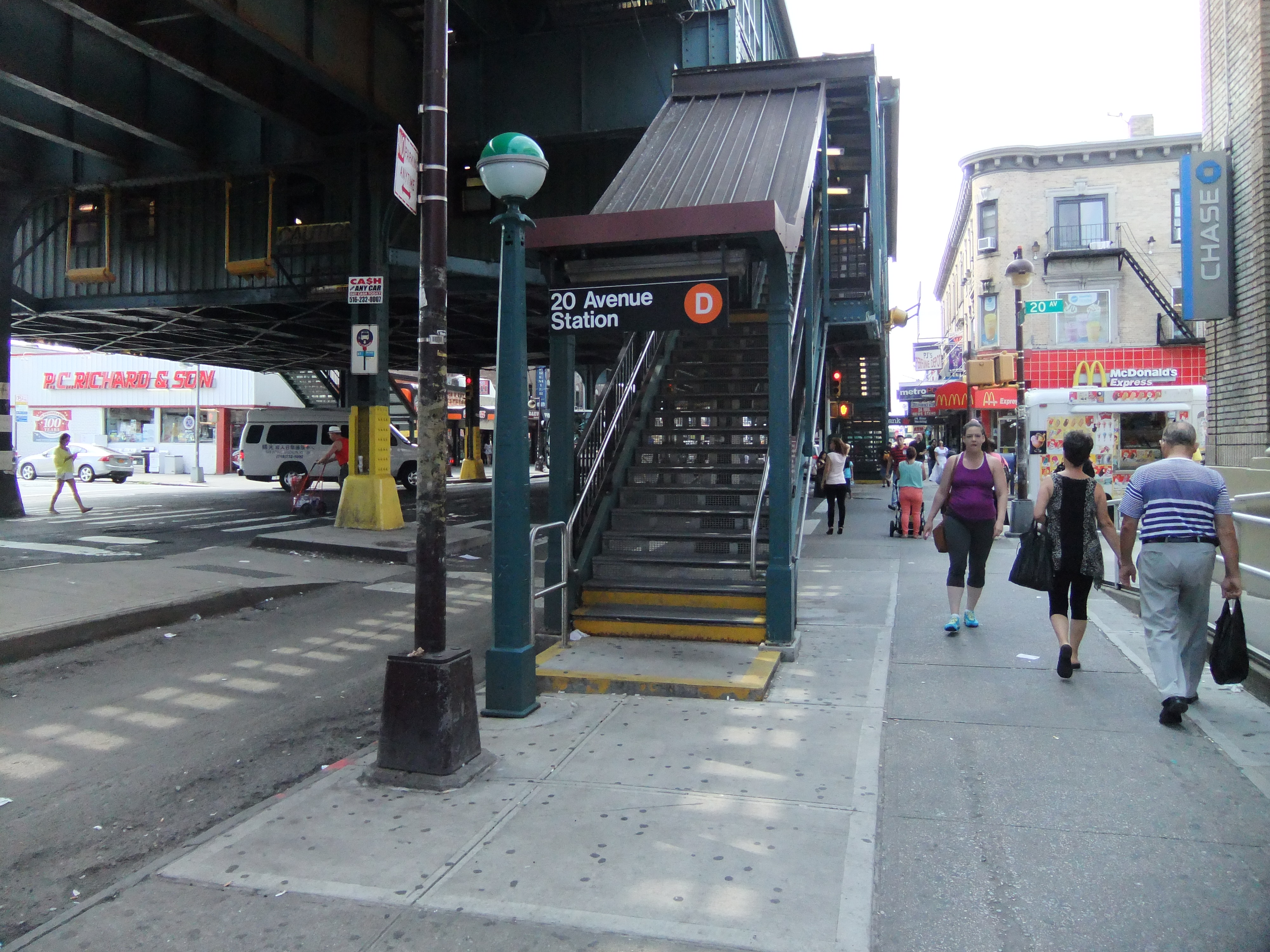
20th Avenue Station

Bath Beach hat einen Anschluss an die New Yorker U-Bahn. Im Norden an der Grenze zu Bensonhurst verläuft die BMT West End Line. Sie bedient mit der Linie  die drei Stationen 18th Avenue, 20th Avenue und Bay Parkway.
Die New York City Transit Authority betreibt im Viertel mehrere Buslinien (B1,B3, B6, B64, B82, B82-SBS, X28, X38). Auf der Straße ist Bath Beach über den Belt Parkway beziehungsweise Shore Parkway mit zwei Abfahrten erreichbar.